# 信方
信方（のぶかた、生没年未詳）は、安土桃山時代から江戸時代頃に活躍した初期洋風画の画家。

## 経歴
16世紀ヨーロッパのマニエリスムの影響を受けたテンペラ画を描く。同時代の文献中に名前が見られず経歴の詳細は未詳である。慶長年間（1596年-1615年）頃を中心に活躍し、「獅子と鷲」の印章と「信方（または、信水、信芳）」の落款の作品が残る。日蓮宗の僧日教の像等仏教を主題をした絵も描いていることから、キリスト教の洗礼を受けセミナリオ等で洋画を学びながら、後に棄教した人物であると考える研究者もいる。

## 作品
- 日教上人像（青蓮寺）
- 達磨図（養竹院）
- 婦女弾琴図（大和文華館）
- 西洋二武人図師父二童子図（神戸市立博物館、重要文化財）

## 参考資料
- 神戸市立博物館